# Йосипівка (Золочівський район)
Йосипі́вка (до 1947 року — Юськовичі) — село в Україні, в Буській міській громаді Золочівського району Львівської області. Орган місцевого самоврядування — Буська міська рада. Населення становить 376 осіб. До 2020 року села Сидори, Ожидів, Йосипівка, Павлики, Янгелівка, Закомар'я, Застав'є підпорядковувалися Ожидівській сільській раді.

## Походження назви села
Перша назва села — Юськовичі. Вважають, що вона пішла від імені графа Юзефа Міра, якому у певний час належало село. У церковній хроніці згадуються імена й інших власників села — панів Василевських та Уруських. Один з власників села п. Василевський у листі до Маркіяна Шашкевича писав: «Приїзди у мої золоті Йоськовичі і забудеш про всі клопоти життя». Назва Йосипівка з'являється у 1947 році.

## Географічне розташування
Село Йосипівку оточують чотири хутори: Павлики, Скриги, Сидори та Застав'є. Існував також п'ятий хутір — Березина, що був знищений радянською владою у повоєнні роки.
Село багате на сади і луки. Назви урочищ пов'язані з розмірами, діяльністю людей, особливостями клімату (Піддовге, Лан, Завкіп, Перекаль, Замалинник, Парашів, Корчики, Річки, Церковне, Кринки, Їски).
Попри хутір Скриги протікає річка Млинівка. Ліву заплаву річки затоплює під час повені (тому вона має назву Річки), а права зберегла назву Церковне (була власністю церкви).
Йосипівка знаходиться за 3 км на захід від містечка Олеська, при дорозі Львів-Київ. Із західного боку села — залізниця. З південного боку на віддалі 15 км видніється Гологоро-Кременецький кряж Волинської височини, що є вододілом між Балтійським і Чорним морями. З північного боку протікає річка Покрова.
Через село проходить міжнародна автотраса М-06 Е-40 Київ-Чоп.

## Населення
За даними всеукраїнського перепису населення 2001 року у селі мешкало 376 осіб.

### Мова
Розподіл населення за рідною мовою за даними перепису 2001 року був наступним:
| українська | 374 | 99,47 |
| російська  | 2   | 0,53  |

## Духовне життя

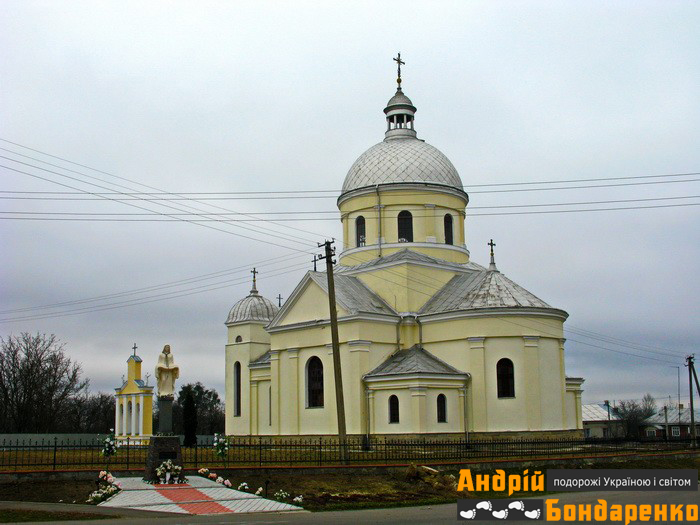
Церква святих апостолів Петра і Павла у с. Йосипівка

Село засноване ще за козацької доби, про що свідчать поховання на старому цвинтарі, знахідки розкопок та уцілілий хрест біля хутора Заставне, на місці зруйнованої татарами церкви Святої Покрови. На північній околиці села стояла стара дерев'яна церква, збудована у 1770 році.
Сучасну церкву села Йосипівки почали будувати у 1928 році і освятили 12 липня 1938 року, у храмовий празник святих апостолів Петра і Павла. У 1946 році після Львівського псевдособору греко-католицьку церкву в селі закрили. Натомість з'являється православна церква. У 1987 році, під час візиту до України присвяченого Тисячоліттю хрещення Русі, село відвідав Константинопольський патріарх Димитрій І.
18 червня 1991 року храм та майно передали у користування відновленій громаді Української греко-католицької церкви с. Йосипівка. Однак частина селян залишилася в лоні православної церкви, тому в селі є дві релігійні громади — Української греко-католицької церкви та Православної церкви України.

## Відомі люди
- Мартин Бідюк — доктор медичних наук, професор Львівського національного медичного університету імені Данила Галицького.
- Мирослава Веселовська — українська радянська діячка, новатор сільськогосподарського виробництва. Герой Соціалістичної Праці. Депутат Верховна рада УРСР 10-го скликання.
- Вольчак Григорій Степанович (псевдо: «Сухий», «Гриць», «Максим») — український політичний діяч, активіст ОУН, УПА. Організаційний референт — заступник окружного керівника, господарчий референт та керівник СБ Кримського обласного проводу ОУН (1941—1947).
- Іван Гаврилюк — український політик і кіноактор, народний депутат України 4-го скликання.
- Богдан Гнидь — радянський і український співак (бас), перекладач, історик вокального мистецтва.
- Гудима Юрій Володимирович — історик, директор Музею історії Львівського національного університету імені Івана Франка.
- Павло Ґаба — провідник ОУН у Львові.
- Григорій Заставний — радянський оперний співак (баритон).
- Кшивецький Богдан Ярославович — доктор технічних наук, професор Національного лісотехнічного університету України[8].
- Оксана Стецюк — український географ, доцент, кандидат географічних наук.
- Михайло Яцків — український різьбяр.

## Археологічні знахідки
У липні 1986 року знайдено Йосипівський скарб — глечик арабських дирхемів VIII—IX століть.

## Пам'ятка архітектури
На території села розташований колишній палац-садиба родини Уруських (Урусових). 

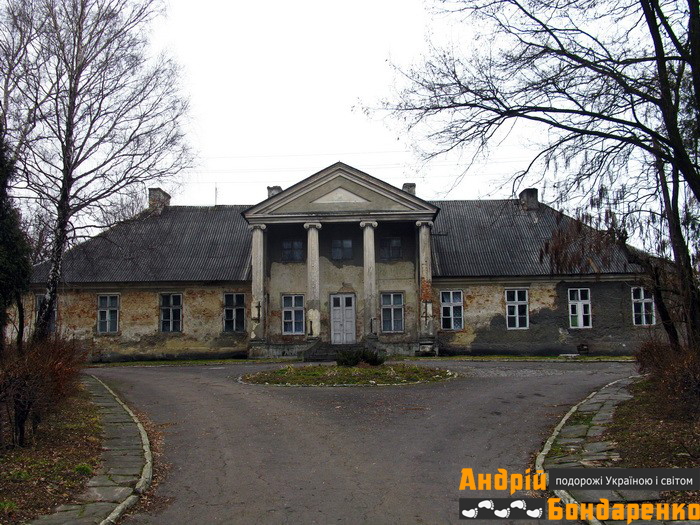
Старий палац родини Уруських у с. Йосипівка (вигляд спереду)

 У 1790 року власником маєтку став теребовлянський староста Фелікс Уруський. Син, Ян Уруський, закінчив розпочату батьком будову палацу. Крім того, Ян з 1793 року біля садиби насадив сад та парк, у якому зростали клени, липи, ясени, тополі, каштани, тюльпанові дерева, американські сосни та інші. Історія будівлі палацу досить цікава та ще не до кінця вивчена. Імовірно фасад оздоблював відомий польський архітектор Фридерик Бауман. 

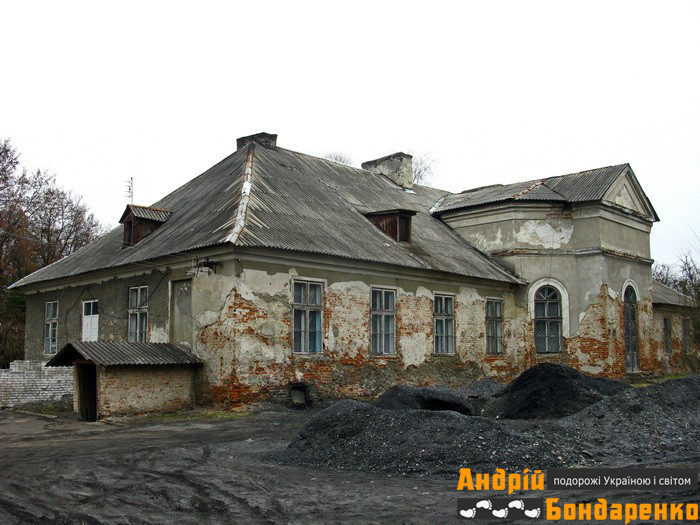
Колишній палац родини Уруських у с. Йосипівка (вигляд збоку)

 Добре збереглися елементи інтер'єру центрального приміщення садиби (фриз) і трохи гірше — фасаду (іонічні колони). Загалом, будинок є одноповерховим, одинадцятиосним, лише середня частина приблизно на півповерхи вища. У фронтальній частині є дещо висунутий вперед ризаліт з портиком, який має чотири колони іонічного ордеру.

## Освіта
У селі діє Йосипівський заклад загальної середньої освіти І ступеня Буської міської ради Львівської області з українською мовою викладання, розрахований на 60 учнів. Нині у чотирьох класах закладу навчаються близько двадцяти дітей. Заснована 1922 року.

## Риболовля
На території села облагороджено ставок, де за невелику плату кожен охочий може насолодитися рибалкою.